# جامع كاشان
جامع كاشان هو مسجد تاريخي يعود إلى عصر الدولة السلجوقية، ويقع في كاشان.

## معرض الصور

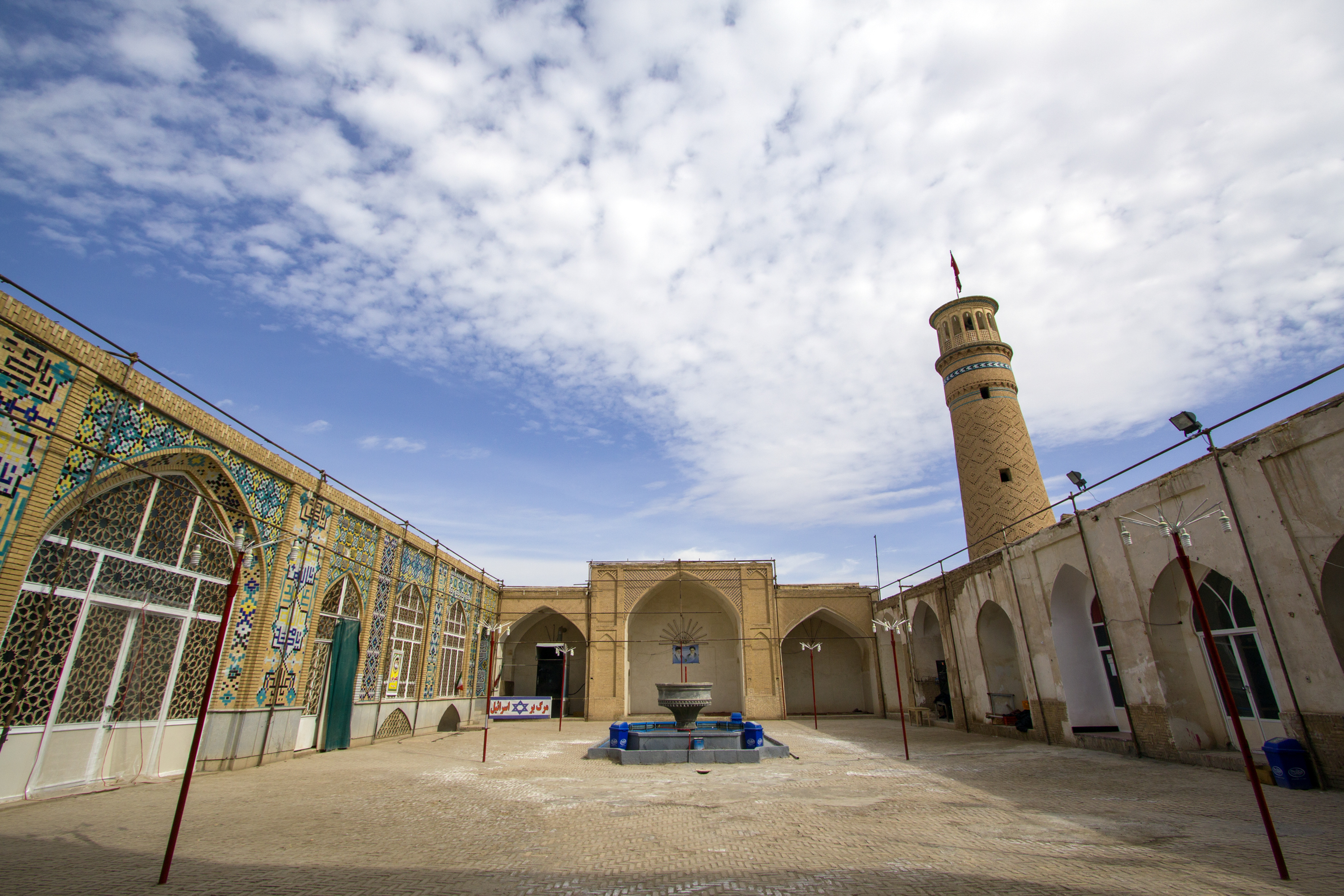
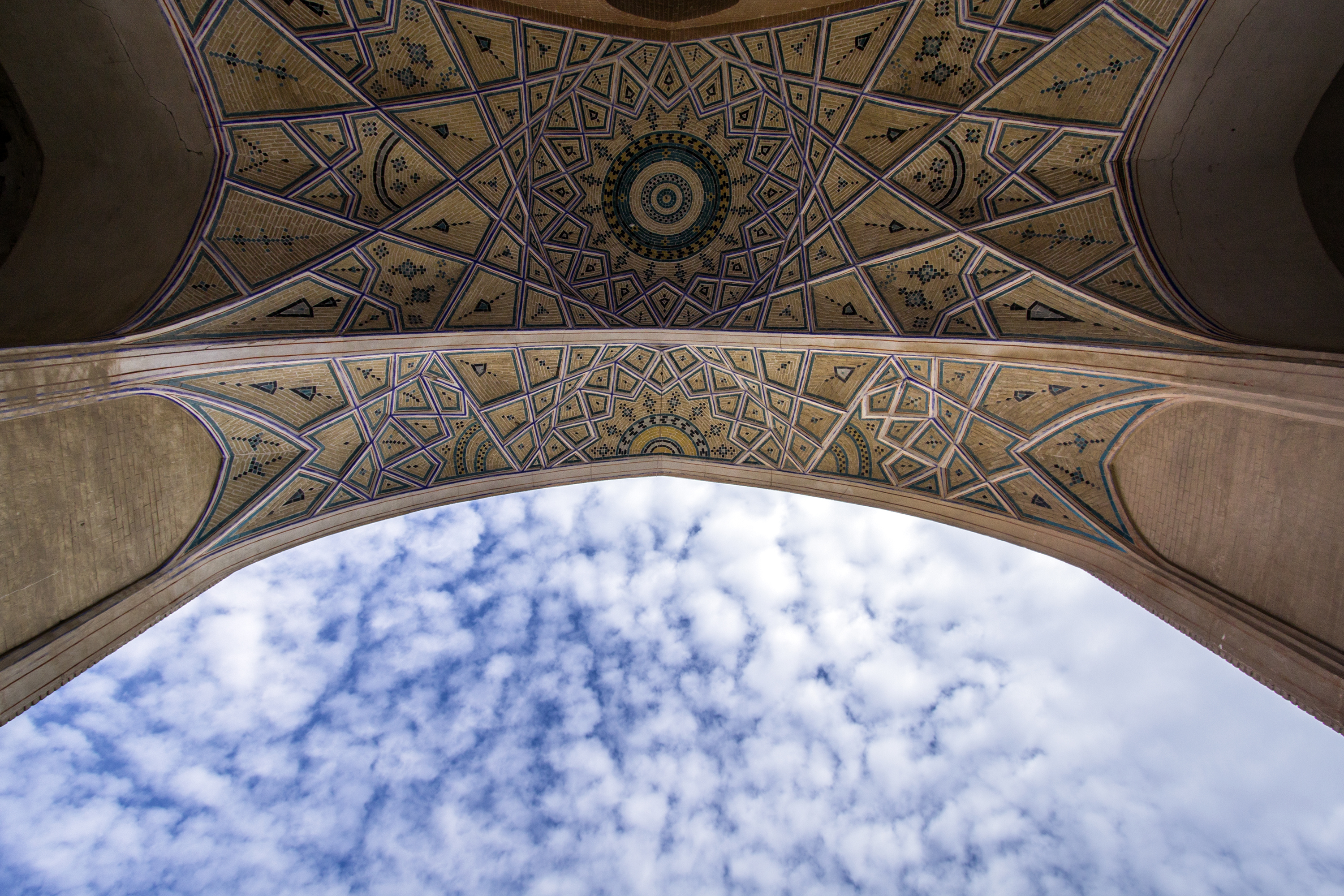
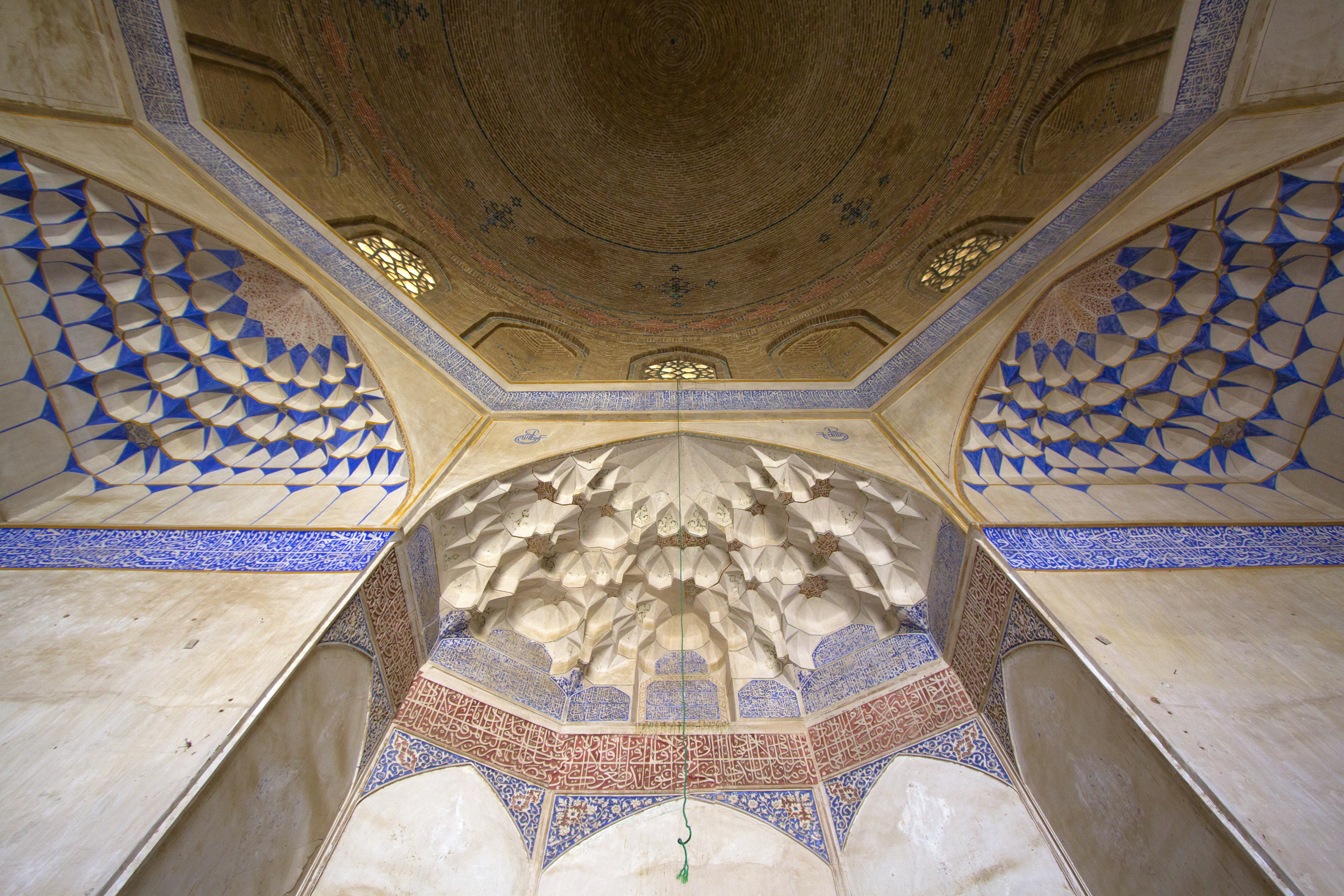
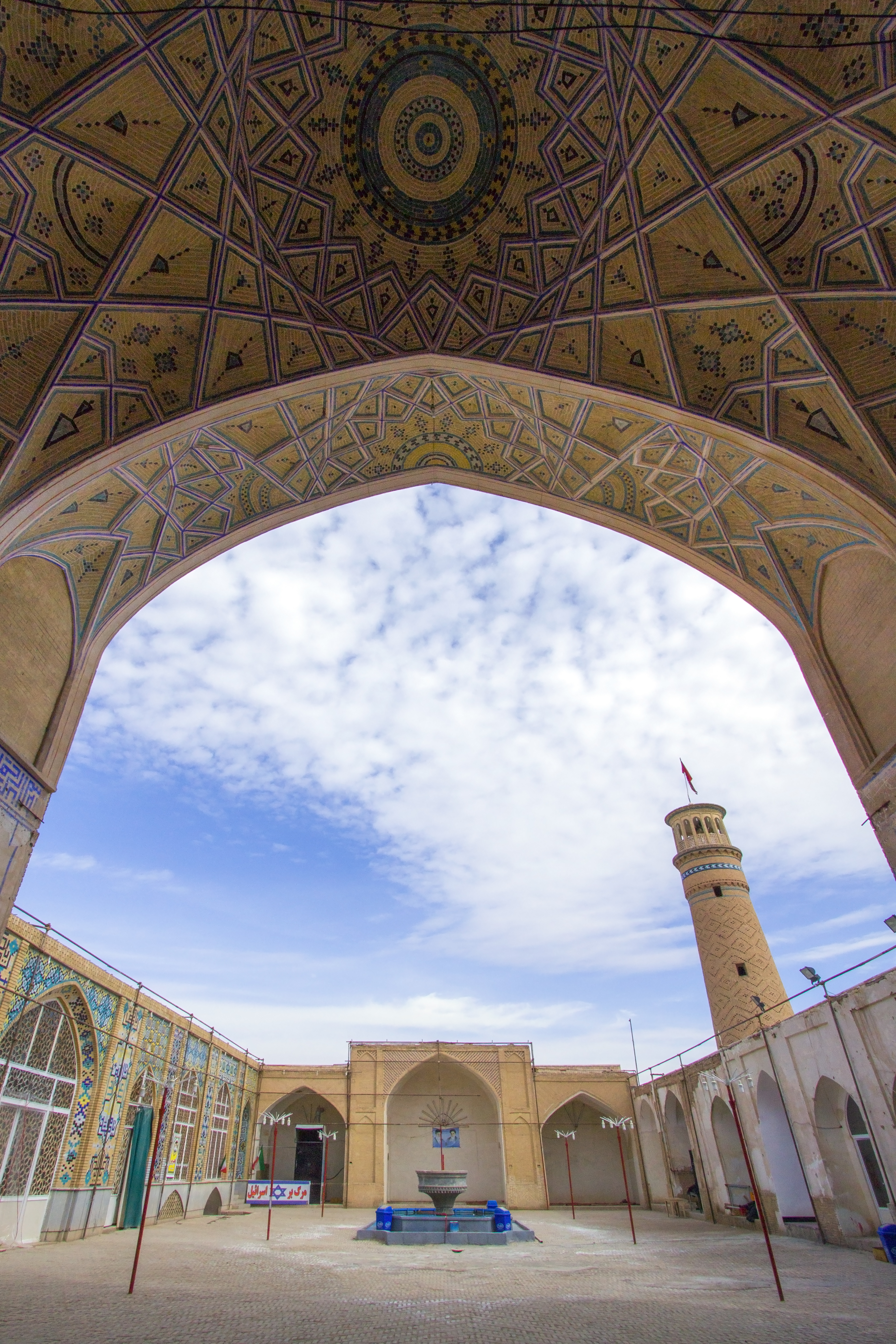